# Darcy DeMoss
Darcy DeMoss (auch Demoss, * 19. August 1963 in Los Angeles) ist eine US-amerikanische Schauspielerin, die vor allem in B-Movies auftritt.

## Leben
Darcy DeMoss begann während ihrer Schulzeit an der U.S. Grant High School in Van Nuys, Kalifornien, zu tanzen und lernte dort ihre Freundin Helen Hunt, kennen. Nach ihrer Schulzeit setzte sie ihre Tanzausbildung fort und wurde als eine der Ron Harris Aerobicise Girls engagiert (1982). Von da an bekam sie Nebenrollen in B-Movies und Fernsehproduktionen. Bekannt wurde sie durch Hardbodies (1984), Reform School Girls (1986) und Can’t Buy Me Love (1987) in der Rolle der "Patty".
In den 1990er-Jahren übernahm sie immer mehr Rollen in Erotik-Filmen, wie in der Playboy-Serie Eden. Aufnahmen für das Magazin und andere Zeitschriften folgten.
Zwischendurch spielte sie Gastrollen in Fernsehserien wie Full House, Die Bradies sowie in Mad About You.
Darcy DeMoss ist seit 2000 mit Jack Lippman verheiratet.

## Filmografie
- 1984: Hardbodies
- 1984: Der Tod kommt zweimal (Body Double)
- 1984: Cheerballs (Gimme an ‘F’)
- 1985: Cheech & Chong: Jetzt hats sich ausgeraucht! (Get Out of My Room)
- 1986: Freitag der 13. Teil VI – Jason lebt (Friday the 13th Part VI: Jason Lives)
- 1986: Pridemoore
- 1987: Return to Horror High
- 1987: Can’t Buy Me Love
- 1988: Maybe Baby – Am Anfang war der Klapperstorch (For Keeps?)
- 1988: Full House (Fernsehserie, eine Folge)
- 1988: Ab heute sind wir makellos (Perfect People, Fernsehfilm)
- 1989: Teen Witch (Teen Witch)
- 1989: Steven – Die Entführung (I Know My First Name Is Steven, Miniserie, 2 Folgen)
- 1989: Nightlife (Night Life)
- 1990: The Bradys (Fernsehserie, eine Folge)
- 1990: Coldfire
- 1990: Pale Blood
- 1990: Living to Die
- 1991: Straps-Akademie 1 – Heiße Mädels, wilde Bullen (Vice Academy Part 3)
- 1993: Eden (Fernsehserie, eine Folge)
- 1994: Die Unbestechlichen (The Untouchables, Fernsehserie, 2 Folgen)
- 1994: USA Up All Night (Fernsehserie, eine Folge)
- 1994: New York Cops – NYPD Blue (NYPD Blue, Fernsehserie, eine Folge)
- 1994: Hardball (Fernsehserie, eine Folge)
- 1994: Stickfighter
- 1995: A Bucket of Blood (Fernsehfilm)
- 1996: Cybersex – Verführt von einem Alien (Alien Abduction: Intimate Secrets)
- 1996: Erotic Confessions: Volume 6
- 1996: Erotic Confessions (Fernsehserie, 2 Folgen)
- 1998: Verrückt nach dir (Mad About You, Fernsehserie, eine Folge)
- 2005: Starcrossed (Kurzfilm)
- 2007: Made in Brooklyn
- 2009: (K)ein bisschen schwanger (Labor Pains)
- 2014: 666: Kreepy Kerry
- 2014: Devilish Charm
- 2015: Sharknado 3 (Sharknado 3: Oh Hell No!, Fernsehfilm)
- 2016: ToY – Liebe hilft Wunden heilen (ToY)

## Auszeichnungen
- Blood Horror Festival 2023:[1]
  - Gewinner im Jury Price in der Kategorie "Best Feature" für den Film "Clown Fear"
  - Gewinner im Jury Price in der Kategorie "Best Supporting Actress" für den Film "Clown Fear"
  - Gewinner im Jury Price in der Kategorie "Best Acting Ensemble" für den Film "Clown Fear"